# Dylew (Mazovie)
Pour les articles homonymes, voir Dylew.
Dylew (prononciation : [ˈdɨlɛf]) est un village polonais de la gmina de Mogielnica dans le powiat de Grójec de la voïvodie de Mazovie dans le centre-est de la Pologne.
Il se situe à environ 5 kilomètres à l'est de Mogielnica (siège de la gmina), 20 kilomètres au sud de Grójec (siège du powiat) et à 60 kilomètres au sud de Varsovie (capitale de la Pologne).

## Histoire
De 1975 à 1998, le village appartenait administrativement à la voïvodie de Radom.